# Фокино (Приморски крај)
Фокино (рус. Фо́кино) град је који се налази у Приморском крају у Русији, на обалама залива Петра Великог, између Владивостока и Находке.
Фокино је затворени град, јер Руска тихоокеанска флота има у њему своју матичну луку. Странци морају да имају посебну дозволу да би посетили овај град. Али, острва Путјатин и Асколд, који су део управне јединице у којој је овај град, су отворени за туристичке посете. 
Град је пре носио име Шкотово-17 (рус. Шкотово-17), послије Тихоокеанскиј (рус. Тихоокеанский), у свакодневном говору Тихас (рус. Тихас).
Број становника: 26.500 (2003)

## Становништво
Према прелиминарним подацима са пописа, у граду је 2010. живело становника, (%) више него 2002.
| 1959. | 1970.  | 1979.  | 2002.  | 2010.  |
| ----- | ------ | ------ | ------ | ------ |
| 8.514 | 13.550 | 15.210 | 26.457 | 23.696 |